# 西普里安·恩塔里亚米拉
西普里安·恩塔里亚米拉（法語：Cyprien Ntaryamira，1955年3月6日—1994年4月6日）是一名蒲隆地政治人物，於1994年2月5日起擔任蒲隆地總統，直到兩個月後去世。恩塔里亞米拉是出生於蒲隆地的胡圖族人，在逃往盧安達之前曾在那裡學習，以避免種族暴力並完成其學業。他積極參加蒲隆地的學生運動，共同創立社會主義的蒲隆地工人黨，並獲得農業學位。1983年，他回到蒲隆地，從事農業工作，儘管他曾作為政治犯被短暫拘留。1986年，他共同創立布隆迪民主阵线，1993年，蒲隆地民主陣線贏得蒲隆地的大選。隨後他於7月10日成為農業和畜牧業部長，但在10月，圖西族士兵在一次未遂政變中殺害了總統和其他高級官員。
恩塔里亞米拉在政變中倖存下來，1994年1月，國民議會選舉他成為蒲隆地總統。經過長時間的憲法爭議，他於2月5日就職，宣布他的首要任務是恢復和平、促進人權和重新安置難民。在他的任期內，他試圖緩和種族衝突，但未獲成功。1994年4月6日，他與盧安達總統朱韋納爾·哈比亞利馬納乘坐的飛機在基加利上空被擊落，兩人遇難身亡。